# سپیده رئیس‌سادات
سپیده رئیس‌السادات، (زادهٔ آذر ۱۳۵۹)، خوانندهٔ موسیقی سنتی ایرانی و نوازندهٔ سه‌تار است.

## زندگی‌نامه
سپیده رئیس‌سادات در آذر ماه ۱۳۵۹ به دنیا آمد. نُه‌ساله بود که برای درک و دریافت ردیف آوازی محمود کریمی، به محضر شاگردی پریسا مشغول شد و هم‌زمان از رهنمون‌ها و راهنمایی‌های جواد لشکری و میلاد کیایی نیز بهره‌مند شد.
سلفژ غربی را نزد ایرج برخوردار و نواختن سه‌تار را نزد ارشد طهماسبی و مسعود شعاری آغاز کرد و در ادامهٔ مسیر خود شانزده ساله بود که آشنایی و درک محضر پرویز مشکاتیان، دریچهٔ تازه‌ای از موسیقی این سرزمین را به رویش گشود. «کنج صبوری» خود محصول همان دوره از زندگی سپیده است که به آهنگسازی و سرپرستی پرویز مشکاتیان و هم‌خوانی علی رستمیان منتشر شد. در همان سال به مدت پنج شب به همراهی گروه نوروز در فرهنگسرای نیاوران به روی صحنه رفت.
وی پس از پایان تحصیل در هنرستان گرافیک در سال ۱۳۸۱ موفق به اخذ مدرک لیسانس با گرایش نقاشی  شد و در سال ۱۳۸۷ از دانشکدهٔ ادبیات و فلسفهٔ دانشگاه بولونیا در رشتهٔ موزیکولوژی دانش‌آموخته شد. سپیده هم‌زمان با تحصیل در دانشگاه بولونیا، برای چندین سال متوالی از محضر محمدرضا لطفی نیز بهره برد. او در مدت اقامت شش‌سالهٔ خود در ایتالیا، به اجرا و همکاری در سازمان‌ها و رسانه‌هایی همچون یونسکو، واتیکان، رای (رادیو و تلویزیون ملی ایتالیا) و بی‌بی‌سی طی چندین کنسرت به همراه نوازندگان ایرانی و غیرایرانی، به شناساندن موسیقی ایران‌زمین پرداخت. سپیده هم‌اکنون ساکن کانادا است و در دانشگاه تورنتو، در رشتهٔ اتنوموزیکولوژی (موسیقی‌شناسی قومی) تحصیل و پژوهش می‌کند.

## آثار
- "طبل بی هنگام"، با آهنگسازی رضا قاسمی و اجرای گروه مشتاق (۱۳۹۴)
- "قسم به نرگس مست"، با همکاری ایمان وزیری، به سبک برنامه گلها (۱۳۹۳)
- "مونس دیرینه"، با نوازندگی و آهنگسازی ایمان وزیری (تابستان ۱۳۹۰) پاریس
- "چهارده قطعه برای بازپریدن" آهنگساز رضا قاسمی، اجرای گروه مشتاق (آبان ۱۳۸۹) فرانسه
- "انوار، گام‌های عبدالقادر مراغی" بازخوانی تصنیفها و ترانه‌های موسقیدان عبدالقادر مراغی (۱۳۸۹)
- "۲۰ سال با آثار پرویز مشکاتیان" به عنوان همخوان (زمستان ۱۳۸۵) تهران
- "خنیاگر" به عنوان همخوان، آهنگساز مهدی آذرسینا(۱۳۸۴) تهران
- "کنج صبوری" به عنوان همخوان، آهنگساز پرویز مشکاتیان (۱۳۷۹) تهران
- "Fleur 2" composer: Franco Battiato-Universal,2008.

## موسیقی فیلم
- ”Terra Sancta“ (سرزمین مقدس) ساختهٔ سیرو مرلو، کارگردانی فیلم: سرجو ماتزوکی و فابریتزیو پالافری، سپیده رئیس‌سادات: (خواننده، سه‌تار)، گروه کر زکینو دورو به رهبری سابرینا سیمونی، ضبط در بولونیا، ایتالیا، سال ۱۳۸۵؛ نشر سال ۱۳۸۶